# Oito (álbum)
Oito é o terceiro álbum em estúdio da cantora e atriz, Marjorie Estiano. O álbum trilíngue saiu após um hiato de sete anos, com lançamento  em 16 de setembro de 2014.

## Antecedentes
Depois do lançamento do seu segundo álbum, Flores, Amores e Blablablá, em 2007, Marjorie Estiano dedicou-se às novelas, e estrelou vários sucessos, de público e crítica: Duas Caras (2007), A Vida da Gente (2011), Lado a Lado (2012), trama das seis vencedora do Emmy Internacional de melhor novela, e por último, Império (2014), participação que antecedeu ao lançamento de seu terceiro álbum.
O novo álbum foi lançado inicialmente em formato digital, disponível para vendas no iTunes a partir do dia 16 de setembro de 2014. Nas lojas, o CD foi lançado em dezembro do mesmo ano. Autoral e gravado ao longo de dois anos, o trabalho traz uma versão de "Ta-Hi", sucesso de Carmem Miranda. O primeiro show aconteceu no Rio de Janeiro, dia 24 de outubro, e o segundo em São Paulo, em 13 de dezembro. Segundo a assessoria de Marjorie, ela pretendia dar um tempo da TV para se dedicar à carreira musical. No entanto, teve que retornar como a vilã de Império, o que a obrigou a adiar futuras apresentações.
| “ | O disco é independente, quase artesanal. O encarte, a letrinha, cada arranjo, os elementos dele… É muito cheio de afeto. Olho e vejo algo quase íntimo. | ” |

## Parcerias
Com produção de André Aquino, o álbum contém onze faixas, sendo oito delas autorais, uma versão do sucesso de Carmen Miranda, "Ta-hi", de Joubert de Carvalho, e demais faixas escritas por outros compositores.
O álbum se chama Oito porque “surgiu a partir da ilusão do símbolo do infinito enquanto algo que é contínuo, em fluxo – algo em movimento”, explica Marjorie em entrevista.
"Imaginamos uma banda formada numa época em que não havia tanta tecnologia nem tantos recursos de edição em estúdio, quando as impressões ficavam mais vivas. Esse conceito acabou criando uma identidade sonora tão clara que unificou os diferentes estilos das composições do álbum", disse Aquino, em comunicado.
Oito, com a maior parte do repertório autoral, conta com participações de Gilberto Gil e Mart'Nália, nas faixas "Luz do Sol" e "A Não Ser o Perdão", respectivamente.
A participação do cantor baiano, Gilberto Gil no novo álbum de inéditas de Marjorie foi a segunda entre os dois cantores. A divulgação foi feita no Twitter e na página oficial de Gil no mês de abril de 2014. "É um prazer enorme", disse ele.
A primeira parceria feita pelos dois se deu em 2007, no CD e DVD " Cidade do Samba com a música "Chiclete com Banana". O projeto foi idealizado por Zeca Pagodinho e artistas de várias gerações da música brasileira, entre eles: Gabriel, o Pensador, Lenine, Cláudia Leitte, Ivete Sangalo, Gilberto Gil, Leci Brandão, Marcelo D2, Nando Reis, Daniela Mercury.

## Singles
Em 11 de julho de 2014, Marjorie Estiano lançou em seu canal oficial no YouTube o primeiro single de trabalho de seu novo álbum, intitulado "Por Inteiro", obtendo milhares de visualizações e ultrapassando a marca de cem mil reproduções no serviço de streaming SoundCloud. A canção fez parte da trilha sonora da novela da Rede Globo, Geração Brasil. Tema do casal Danuza e Mathias.
Em 10 de setembro de 2014, a cantora lançou em seu canal oficial no YouTube o segundo single de trabalho, intitulado "Me Leva", obtendo milhares de visualizações nas primeiras horas. O single ganhara um videoclipe, dirigido pelo artista plástico Gustavo Von Ha, ele criou um curta-metragem para a canção "Me Leva", reinventando a linguagem do clipe musical; a cantora liberou, em março de 2015, um teaser em seu canal oficial no YouTube e em 5 de maio de 2015 liberou em seu canal no Vevo.

## Vídeos
Em 29 de Dezembro de 2014, Marjorie lançou um vídeo ao vivo como amostra de seu álbum, uma apresentação no "Tom Jazz", na capital paulista, cantando a faixa "Luz do Sol", mas sem a participação de Gilberto Gil. A letra de "Luz do Sol" foi escrita por Marjorie e a canção é uma parceria com Márcio Mello e André Aquino.
Dois dias depois, a cantora e atriz disponibilizou outro vídeo amostra, também ao vivo, da música "A Não Ser O Perdão", sem a participação da cantora Mart'nália. Logo em seguida também foram publicados vídeos das músicas "Por Inteiro", "Driving Seat" e "Ta-Hí".
Em janeiro de 2015, a cantora confessou que irá lançar seu primeiro videoclipe em sete anos. O vídeo será para uma das músicas do álbum "Oito". Ela quer manter o cronograma estabelecido, mesmo impossibilitada de fazer shows, por causa do retorno inesperado à novela Império. "Vou lançar um clipe agora, e é isso. Mantenho o que já estava programado, menos os shows. Porque não há condições, né?", disse a artista, em entrevista ao jornal O Globo. Dirigido por Gustavo Von Ha e com os atores Priscila Sol, Rafael Primot e Theodoro Cochrane no elenco ao lado de Marjorie Estiano; além do estilista Dudu Bertholini e a hostess Renata Bastos. o "videoclipe-curta-metragem" da canção "Me Leva" foi lançado em 5 de maio de 2015 no canal no VEVO.
Em 4 de setembro de 2015, Marjorie Estiano esteve no Canal Brasil, onde foi entrevistada por Paulo Moska do "Programa Zoombido". A atriz cantou as canções "¿Dónde Estás?", "A Não Ser Perdão" e a "Me Leva", essa com a participação do próprio Paulo Moska.

## Faixas
| N.º | Título                                                | Compositor(es)                                             | Duração |  |
| 1.  | "Por Inteiro"                                         | Tenison Del Rey, Jau, Paulo Vascon                         | 4:15    |  |
| 2.  | "¿Dónde Estás?"                                       | Marjorie Estiano, André Aquino                             | 3:15    |  |
| 3.  | "E Agora"                                             | Maurício Oliveira, André Aquino, Marjorie Estiano          | 3:04    |  |
| 4.  | "Ele"                                                 | André Aquino                                               | 4:00    |  |
| 5.  | "Driving Seat"                                        | Marjorie, André Aquino, Alexandre Castilho, Daniel Lopes   | 3:11    |  |
| 6.  | "Luz do Sol" (com participação de Gilberto Gil)       | Marjorie Estiano, André Aquino, Márcio Mello               | 3:42    |  |
| 7.  | "Ta-Hí"                                               | Joubert de Carvalho                                        | 4:11    |  |
| 8.  | "Alegria Maior Não Tem"                               | André Aquino, Marjorie Estiano, Umberto Tavares            | 3:13    |  |
| 9.  | "A Não Ser O Perdão" (com participação de Mart'Nália) | Marjorie, André Aquino, Maurício Oliveira, Rodrigo Tavares | 3:09    |  |
| 10. | "Na Estrada"                                          | Rodrigo Leão, André Aquino, Marjorie Estiano               | 3:04    |  |
| 11. | "Me Leva"                                             | Marjorie Estiano                                           | 3:05    |  |

## Histórico de lançamento
| País   | Data                   | Formato          | Gravadora                                      |
| ------ | ---------------------- | ---------------- | ---------------------------------------------- |
| Brasil | 16 de Setembro de 2014 | Download digital | Independente, sob distribuição do selo Tratore |
| Brasil | Dezembro de 2014       | CD               | Independente, sob distribuição do selo Tratore |